# PBX

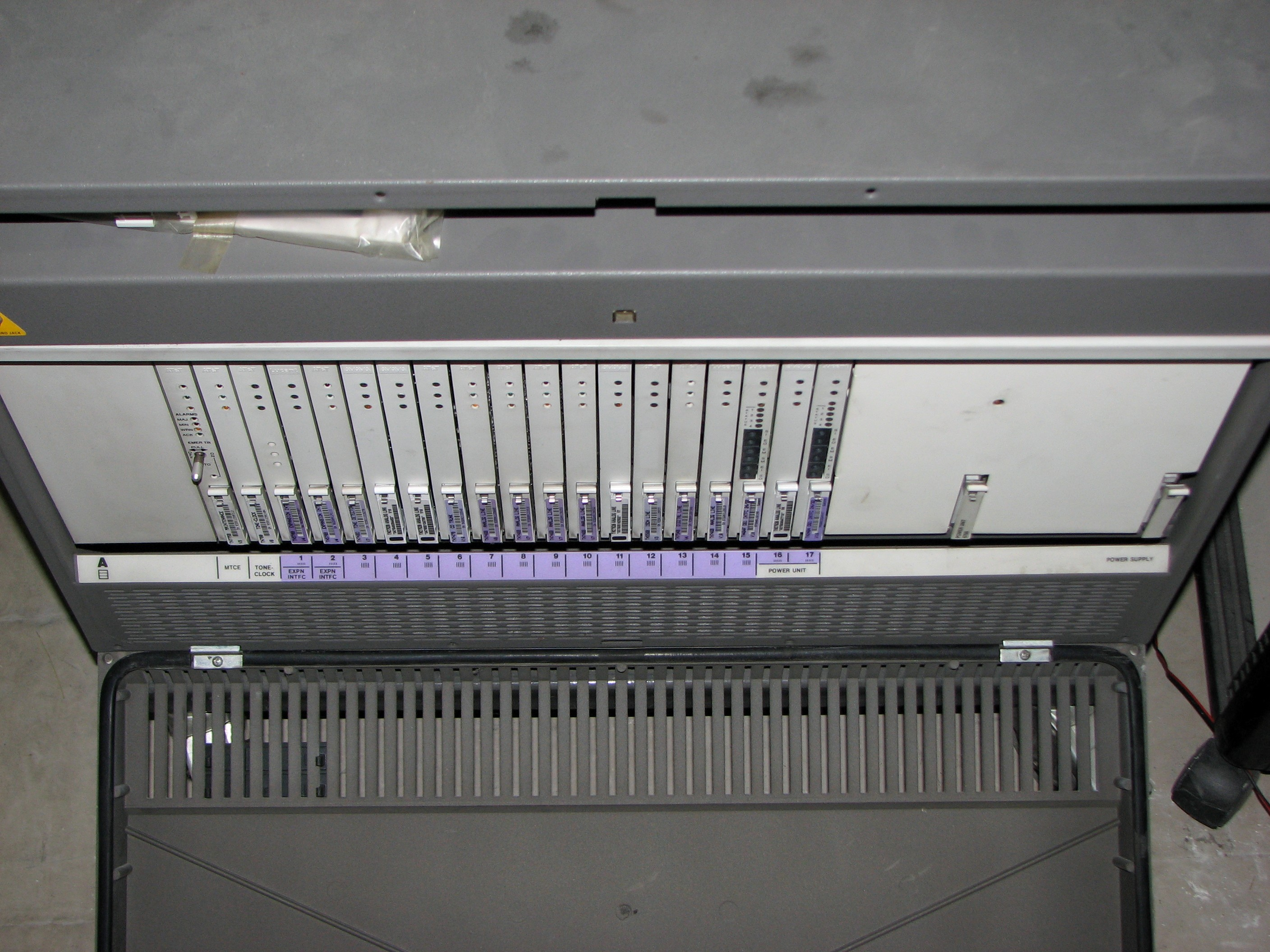
Um PBX Avaya G3si com a frente removida

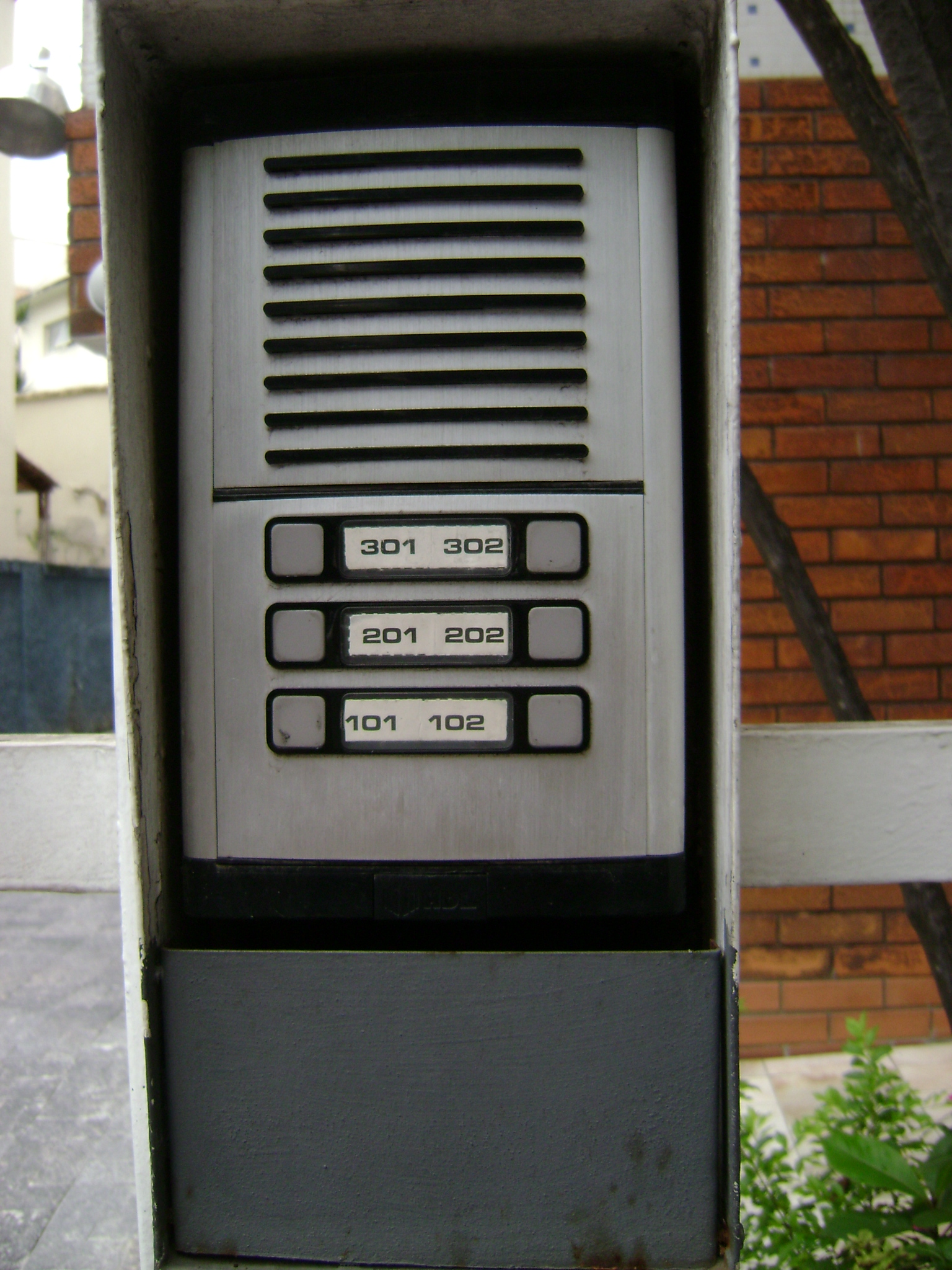
Um interfone pode ser ligado ao PBX.

Um PBX (sigla em inglês de Private Branch Exchange) é um centro de distribuição telefônica pertencente a uma empresa que não inclua como sua atividade o fornecimento de serviços telefônicos ao público em geral.
Atualmente os PBX são sistemas manuais obsoletos (necessitam de um operador), tendo sido substituídos por sistemas automáticos conhecidos como PABX (Private Automatic Branch Exchange) ou PPCA (Posto Privado de Comutação Automática). Uma PABX permite efetuar ligações entre telefones internos sem intervenção manual, ou ainda telefonar e receber telefonemas da rede externa (geralmente pública). Podem consistir de uma plataforma de hardware ou somente software, este último que pode ser instalado no computador para a interação com a telefonia via Internet.
Devido a necessidade do PABX ser dependente de operadores para que fossem executados suas tarefas, Foi introduzido ao mercado o PABX Virtual que pode ser visto como a evolução do PABX analógico tradicional pois utiliza como base um sistema de telefonia VoIP (Voice Over Internet Protocol), o que permite realizar ligações via internet.
Um telefone doméstico geralmente está conectado diretamente a uma operadora local de telefonia, podendo realizar chamadas discando o número de destino desejado. Em um ambiente corporativo normalmente existem muito mais ramais do que linhas telefônicas, principalmente devido ao custo, havendo a necessidade de um ponto central para gerenciar e distribuir as chamadas, o que é feito pelo PABX. O equipamento torna-se também um elemento de controle dos usuários de ramais, podendo gerenciar permissões de uso individuais ou por grupo.
Um PABX é, portanto, uma central telefônica, onde chegam as linhas da rede pública e saem os ramais para os usuários. Nessa central também podem ser conectados o interfone para tocar direto no telefone e muitas outras funções. Geralmente quem utiliza as funções do PABX no dia a dia são os profissionais de secretariado, que precisam possuir um aparelho de telefone TI (Terminal Inteligente) para terem acesso a todas as funções da central telefônica.